# 767 (číslo)
Sedm set šedesát sedm je přirozené číslo. Následuje po čísle sedm set šedesát šest a předchází číslu sedm set šedesát osm. Římskými číslicemi se zapisuje DCCLXVII a řeckými číslicemi ψξζ.

## Matematika
767 je:
- Deficientní číslo
- Poloprvočíslo
- Nešťastné číslo

## Astronomie
- (767) Bondia je planetka hlavního pásu, kterou objevil v roce 1913 Joel Hastings Metcalf

## Ostatní
- Boeing 767

## Roky
- 767
- 767 př. n. l.